# Dom towarowy Hokkyoku
Dom towarowy Hokkyoku (jap. 北極百貨店のコンシェルジュさん Hokkyoku hyakkaten no konsheruju-san) – manga autorstwa Tsuchiki Nishimury, publikowana w magazynie „Big Comic Zōkan” wydawnictwa Shōgakukan od lutego 2017 do listopada 2018.
Na jej podstawie studio Production I.G wyprodukowało film anime, którego premiera odbyła się w październiku 2023.

## Bohaterowie
- Akino (jap. 秋乃)

Seiyū: Natsumi Kawaida 
- Eruru (jap. エルル)

Seiyū: Takeo Ōtsuka 
- Tōdō (jap. 東堂)

Seiyū: Nobuo Tobita 
- Mori (jap. 森)

Seiyū: Megumi Han 
- Iwase (jap. 岩瀬)

Seiyū: Natsumi Fujiwara 
- Maruki (jap. 丸木)

Seiyū: Eiji Yoshitomi 
- Główny kelner (jap. 給仕長 Kyūjichō)

Seiyū: Jun Fukuyama 
- Tokiwa (jap. トキワ)

Seiyū: Yūichi Nakamura 
- Wally (jap. ウーリー Ūrī)

Seiyū: Kenjiro Tsuda 
- Sowica białolica (mąż) (jap. ワライフクロウ夫 Warai fukurō otto)

Seiyū: Dunshun Tatekawa 
- Sowica białolica (żona) (jap. ワライフクロウ妻 Warai fukurō tsuma)

Seiyū: Sumi Shimamoto 
- Wizon morski (córka) (jap. ウミベミンク娘 Umibe minku musume)

Seiyū: Minako Kotobuki 
- Wizon morski (ojciec) (jap. ウミベミンク父 Umibe minku chichi)

Seiyū: Hiroshi Yanaka 
- Paw (jap. クジャク Kujaku)

Seiyū: Hiroki Nanami 
- Pawica (jap. クジャク彼女 Kujaku Kanojo)

Seiyū: Marika Kano 
- Karłowaty wilk japoński (jap. 二ホンオオカミ Nihon ōkami)

Seiyū: Miyu Irino 
- Karłowata wilczyca japońska (jap. 二ホンオオカミ彼女 Nihon ōkami kanojo)

Seiyū: Kana Hanazawa 
- Lew berberyjski (jap. バーバリライオン Bābari raion)

Seiyū: Ayumu Murase 
- Lwica berberyjska (jap. バーバリライオン彼女 Bābari raion kanojo)

Seiyū: Emiri Suyama 
- Mniszka karaibska (jap. カリブモンクアザラシ Karibu monku azarashi)

Seiyū: Kyōko Hikami 
- Świergotka rajska (jap. ゴクラクインコ Gokurakuinko)

Seiyū: Risa Shimizu 
- Kot (jap. ネコ Neko)

Seiyū: Sumire Morohoshi 

## Manga
Seria ukazywała się w magazynie „Big Comic Zōkan” wydawnictwa Shōgakukan od 17 lutego 2017 do 16 listopada 2018. Jej rozdziały zostały zebrane w 2 tankōbonach, wydanych 30 listopada 2017 i 30 października 2020.
| Nr | Data wydania (język japoński) | ISBN (język japoński)  |
| -- | ----------------------------- | ---------------------- |
| 1  | 30 listopada 2017             | ISBN 978-4-09-189763-3 |
| 2  | 30 października 2020          | ISBN 978-4-09-860337-4 |

## Film anime
Adaptacja w formie pełnometrażowego filmu anime została ogłoszona 25 kwietnia 2023. Produkcją zajęło się studio Production I.G, za reżyserię odpowiadał Yoshimi Itazu, scenariusz napisała Satomi Ōshima, projekty postaci wykonała Chiyo Morita, która pełniła także funkcję głównego reżysera animacji, a muzykę skomponował Tofubeats. Film miał swoją światową premierę na Międzynarodowym Festiwalu Filmów Animowanych w Annecy 12 czerwca 2023. Następnie został wydany w Japonii 20 października tego samego roku przez Aniplex. Utwór przewodni filmu, zatytułowany „Gift”, wykonała Myuk. 
W Polsce pokazy filmu odbyły się podczas 16. edycji festiwalu Międzynarodowego Festiwalu Filmów Animowanych Animator, a pierwszy z nich miał miejsce 25 czerwca 2024. Produkcja była również wyświetlana podczas festiwalu Młode Horyzonty 2024.

## Odbiór
Manga zajęła czwarte miejsce w rankingu The Best Manga 2019 Kono manga o yome! magazynu Freestyle, ex aequo z Areyo hoshikuzu i Sore wa tada no senpai no chinko. W 2021 roku uplasowała się na 14. miejscu tego zestawienia. W 2022 roku seria otrzymała nagrodę za doskonałość w kategorii manga podczas 25. edycji Japan Media Arts Festival.
Adaptacja anime zdobyła srebrną nagrodę publiczności za najlepszy film animowany na 27. Międzynarodowym Festiwalu Filmowym Fantasia.